# Риги-Ламбертини, Эгано
Эгано Риги-Ламбертини (итал. Egano Righi-Lambertini; 22 февраля 1906, Казалеккио-ди-Рено, королевство Италия — 4 октября 2000, Рим, Италия) — итальянский куриальный кардинал и ватиканский дипломат. Титулярный архиепископ Никомедии с 9 июля 1960 по 30 июня 1979. Апостольский делегат в Корее с 28 декабря 1957 по 9 июля 1960. Апостольский нунций в Ливане с 9 июля 1960 по 9 декабря 1963. Апостольский нунций в Чили с 9 декабря 1963 по 8 июля 1967. Апостольский нунций в Италии с 8 июля 1967 по 23 апреля 1969. Апостольский нунций во Франции с 23 апреля 1969 по 30 июня 1979. Кардинал-дьякон с титулярной диаконией Сан-Джованни-Боско-ин-виа-Тусколана с 30 июня 1979 по 26 ноября 1990. Кардинал-священник с титулом церкви Санта-Мария-ин-Виа с 26 ноября 1990.